# Napa Valley Opera House
Il Napa Valley Opera House è un teatro della città statunitense di Napa, California, che venne aperto il 13 febbraio del 1880 con uno spettacolo firmato Gilbert e Sullivan, HMS Pinafore.

## Storia
Il suo proprietario originale era George Crowey e l'edificio si ispira all'architettura italiana. L'architetto Newsom, importante costruttore del XIX secolo autore del Madison Carson di Eureka, iniziò la costruzione del teatro nel 1879. Durante il vaudeville, il teatro fiorì con varie presentazioni musicali e di atti teatrali. Nel 1905 Jack London lesse dal palco. L'impianto venne chiuso nel 1914 a causa dei danni del terremoto di San Francisco del 1906, del declino del vaudeville e per l'avvento del cinema.
Nei successivi cinquant'anni, l'edificio venne utilizzato a scopi commerciali e venne aggiunto al National Register of Historic Places, nel 1973, fino al 1985 a causa di una situazione di no-profit della struttura. Nel 1997 Robert e Margrit Mondavi versarono una cifra di 2,2 milioni di dollari per stimolare la ricostruzione del teatro e nel giugno 2002 la cantante jazz Dianne Reeves riaprì il teatro con la prima apparizione dopo 88 anni.
L'impianto è stato rinnovato, ospita fino a 500 persone, sono stati installati moderni impianti di luci e suoni e un'orchestra di 40 musicisti opera nella sala.